# Hypnum subplicatum
Hypnum subplicatum là một loài Rêu trong họ Hypnaceae. Loài này được Hampe mô tả khoa học đầu tiên năm 1851.